# Templo de la Merced (La Paz)
El templo de la Merced es una iglesia de culto católico situada en la ciudad de La Paz (Bolivia) .

## Ubicación
Se ubica en la esquina que forman las calles Colon y Comercio, a una cuadra de la Plaza Murillo.

## Historia
El convento de la merced fue fundado en La Paz en 1549, de acuerdo a la cédula real que definía su emplazamiento en las ciudades coloniales. El actual templo fue edificado en 1700 aunque según el historiador y biógrafo Nicolás Acosta la fecha de fundación del templo fue en el año 1570. Posteriormente en el año 1830 siendo comendador el padre Padre Montúfar se trabajaron los actuales altares bajo los diseños de Manuel Sanahuja. Se estrenó el 2 de febrero de 1832.
Fue un templo ligado a la élite colonial. Entre los más ilustres personajes enterrados en este templo está Gonzalo de Valladares Sarmiento y Andrade, vizconde de Fefiñanes, que fue Corregidor de la ciudad entre 1652 y 1656. En el siglo XVIII la Marquesa de Haro tenía un lugar reservado en el presbiterio.
En el siglo XIX Vicenta Juaristi Eguino mandó construir un altar en la capilla de la derecha del templo, esto con la condición de que cada 6 de noviembre se rece una misa por su esclavo Antonio Roscas que fue ejecutado por Mariano Ricafort en esa fecha en 1816 por defender a su ama.

## Arquitectura
Su fachada muestra tres portadas, entre las que sobresalen la central la cual está enmarcada por pilares y cornisa de diseño neoclásico, caracterizado por su elegancia y su sobriedad.
Interiormente el templo presenta tres naves que basaron su sistema constructivo en el uso de cal y piedra del río para los muros, con pilares y arcos de piedra tallada.

## Galería

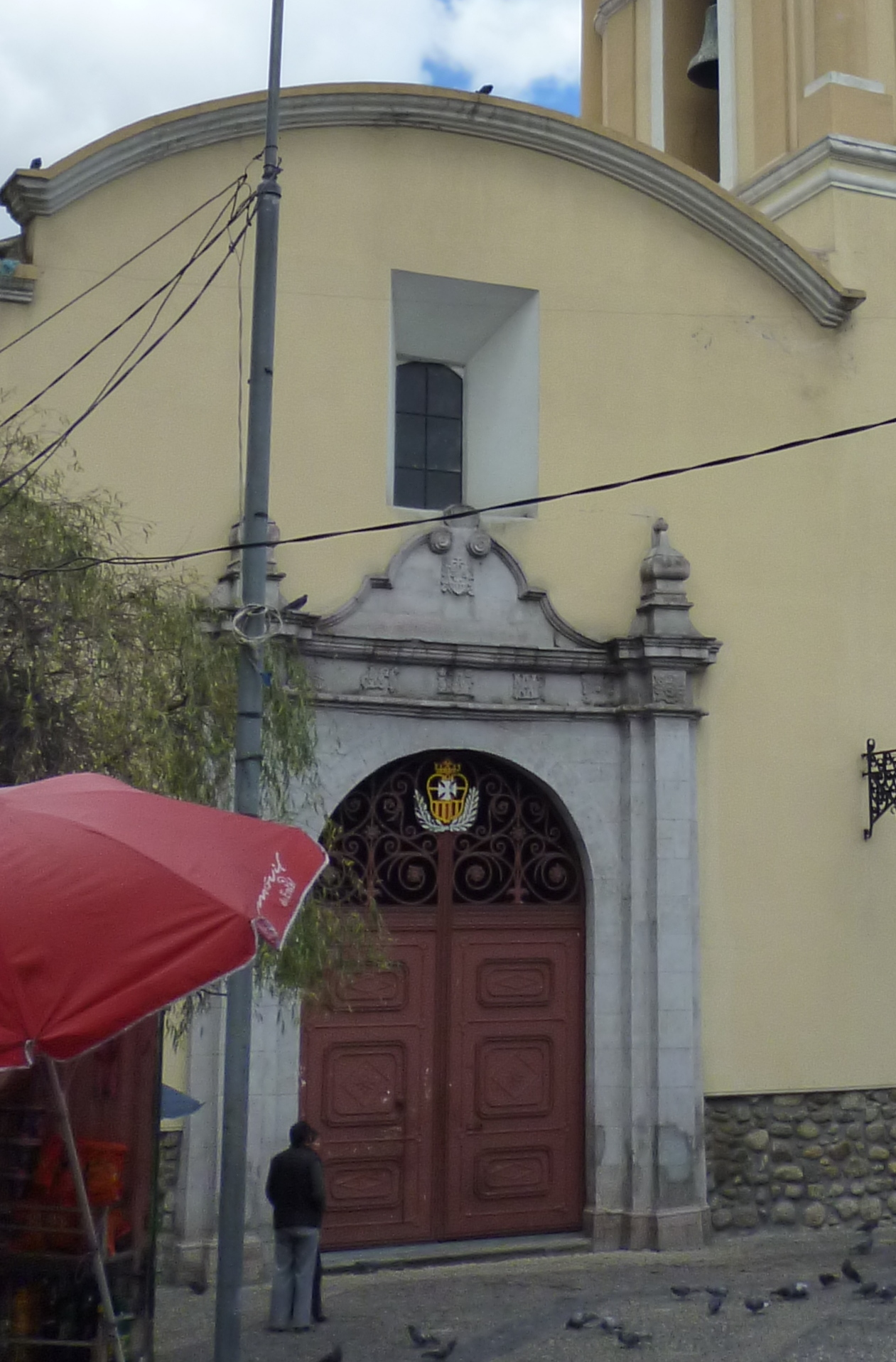
Vista del ingreso del templo.
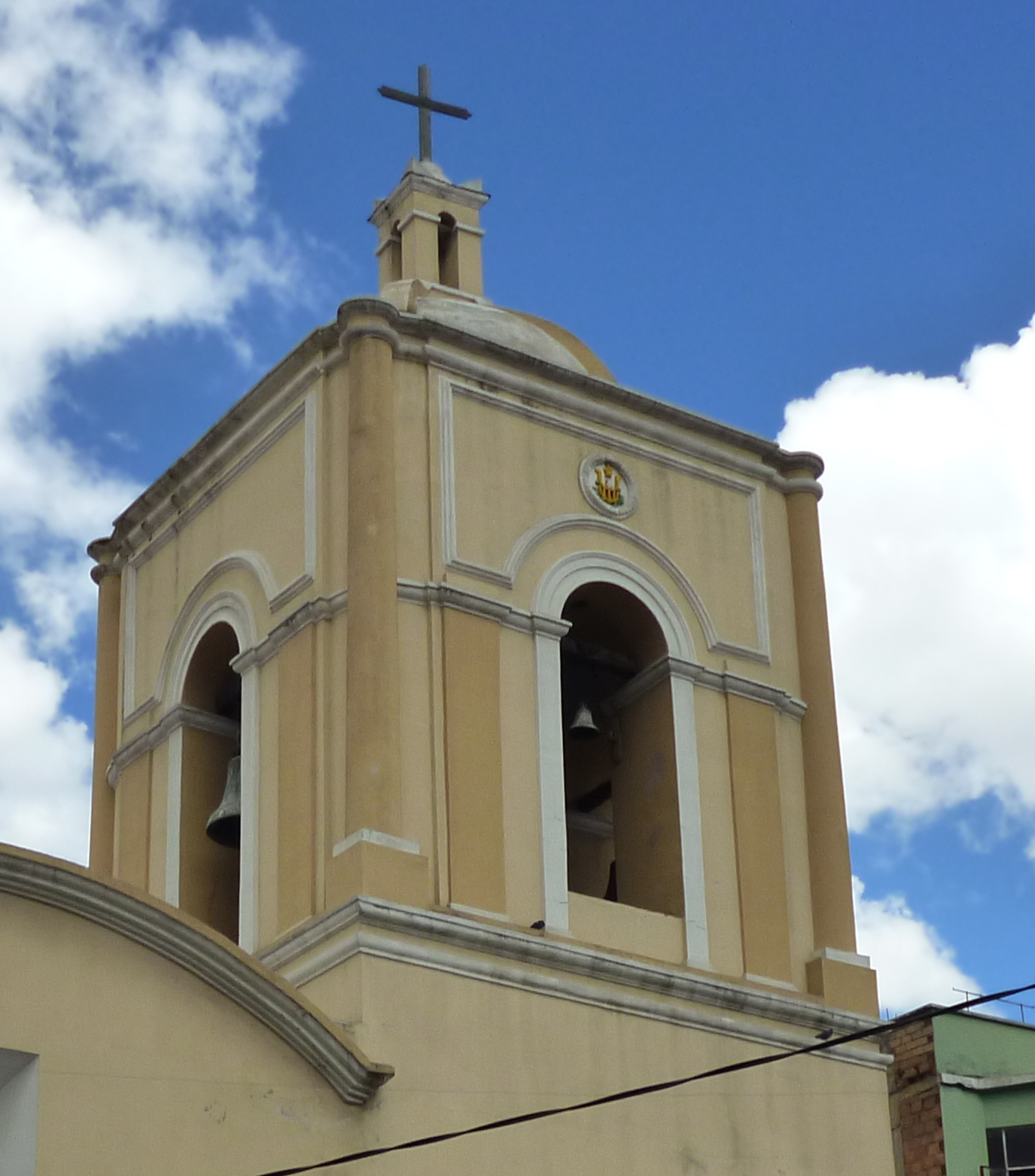
Vista del campanario del templo.